# Cesta z města
Cesta z města je český komediální film režiséra Tomáše Vorla z roku 2000 (prvý díl lesní trilogie a v pořadí čtvrtý Vorlův celovečerní film); jeho natáčení probíhalo hlavně v městečku Rabštejn.

## Děj
Programátor Honza se rozhodne vyčistit si o víkendu hlavu od svého hektického zaměstnání (to je představeno v úvodu filmu), vyzvedává u své bývalé manželky syna Honzíka a společně vyrážejí na výlet do přírody. Jejich přecivilizovanost je ve filmu zvýrazněna zuřivým používáním mobilu, notebooku a digitální kamery. Poté, co se seznámí s půvabnou Markétou a její babičkou, žijící v domku provoněném bylinkami a domácími likéry, se však víkendový výlet protáhne na několikatýdenní pobyt v malé vesničce; Honza se synem stráví na venkově nejhezčí a nejveselejší chvíle svého života. Ve filmu se představuje defilé svérázných venkovských postaviček. Honzova nepřítomnost v zaměstnání a Honzíkova ve škole se ovšem neobejdou bez následků a otec se synem jsou přinuceni k návratu do civilizace – do města. Na týdny na venkově, ani na dívku Markétu však Honza nemůže zapomenout.

## Obsazení
| Tomáš Hanák      | Honza                        |
| Michal Vorel     | syn Honzík                   |
| Bára Nimcová     | Markéta                      |
| Luba Skořepová   | babička Markéty              |
| Boleslav Polívka | venkovan Ludva               |
| Eva Holubová     | Vlastička – Ludvova manželka |
| Milan Šteindler  | hajný                        |
| Daniela Kolářová | matka Markéty                |
| Jiří Ornest      | otec Markéty                 |
| Leoš Suchařípa   | včelař                       |
| Petr Čtvrtníček  | rybář                        |
| David Vávra      | Jarda                        |
| Ondřej Trojan    | šéf Václav                   |
| Tomáš Vorel      | Petr                         |
| Anežka Kušiaková | Anička                       |
| Alena Štréblová  | Helena                       |
| Jiří Hruška      | Kočí                         |
| Radomil Uhlíř    | farář Hnilička               |

## Hudba
Ve filmu se objevuje několik původních písní (Cesta z města a Dva skřítci), ale také úryvek z velikonočního chorálního responsoria O Filii et Filiae od Jeana Tisseranda (z něj je zde použit jen jeho český text, hudba se od originálu liší).

## Zajímavost
V rozhovoru pro Kinobox (rok 2019) sdělil režisér Vorel, že celý nápad natočit Cestu z města vznikl po pojídání hub s halucinogenními účinky.